# Dirka po Franciji 2025
Dirka po Franciji 2025 je 112. izvedba dirke po Franciji. Začela se je 5. julija v Lillu, končala pa se je 27. julija z enaindvajseto etapo s ciljem na Elizejskih poljanah v Parizu. Sodelovalo je 184 kolesarjev iz 23-ih ekip. Rumeno majico je četrtič osvojil Tadej Pogačar (UAE Team Emirates XRG), drugo mesto Jonas Vingegaard (Visma–Lease a Bike), tretje pa Florian Lipowitz (Red Bull–Bora–Hansgrohe). Zeleno majico je osvojil Jonathan Milan (Lidl–Trek), pikčasto majico tretjič Tadej Pogačar, belo majico pa Florian Lipowitz.

## Ekipe

### UCI WorldTeams
- Alpecin–Deceuninck
- Arkéa–B&B Hotels
- Cofidis
- Decathlon–AG2R La Mondiale
- EF Education–EasyPost
- Groupama–FDJ
- Ineos Grenadiers
- Intermarché–Wanty
- Lidl–Trek
- Movistar Team
- Red Bull–Bora–Hansgrohe
- Soudal–Quick-Step
- Team Bahrain Victorious
- Team Picnic PostNL
- Team Jayco–AlUla
- UAE Team Emirates XRG
- Visma–Lease a Bike
- XDS Astana Team

### UCI ProTeams
- Israel–Premier Tech
- Lotto
- Team TotalEnergies
- Tudor Pro Cycling Team
- Uno-X Mobility

## Etape
| Etapa  | Datum     | Štart/Cilj                                  | Razdalja    | Tip         | Tip                  | Zmagovalec                   |
| ------ | --------- | ------------------------------------------- | ----------- | ----------- | -------------------- | ---------------------------- |
| 1      | 5. julij  | Lille                                       | 184,9 km    |             | ravninska etapa      | Jasper Philipsen (BEL)       |
| 2      | 6. julij  | Lauwin-Planque — Boulogne-sur-Mer           | 209,1 km    |             | razgibana etapa      | Mathieu van der Poel (NED)   |
| 3      | 7. julij  | Valenciennes — Dunkirk                      | 178,3 km    |             | ravninska etapa      | Tim Merlier (BEL)            |
| 4      | 8. julij  | Amiens — Rouen                              | 174,2 km    |             | razgibana etapa      | Tadej Pogačar (SLO)          |
| 5      | 9. julij  | Caen — Caen                                 | 33 km       |             | posamični kronometer | Remco Evenepoel (BEL)        |
| 6      | 10. julij | Bayeux — Vire Normandie                     | 201,5 km    |             | razgibana etapa      | Ben Healy (IRL)              |
| 7      | 11. julij | Saint-Malo — Guerlédan (Mûr-de-Bretagne)    | 197 km      |             | razgibana etapa      | Tadej Pogačar (SLO)          |
| 8      | 12. julij | Saint-Méen-le-Grand — Laval                 | 171,4 km    |             | ravninska etapa      | Jonathan Milan (ITA)         |
| 9      | 13. julij | Chinon — Châteauroux                        | 174,1 km    |             | ravninska etapa      | Tim Merlier (BEL)            |
| 10     | 14. julij | Ennezat — Mont-Dore                         | 165,3 km    |             | gorska etapa         | Simon Yates (GBR)            |
|        | 15. julij | Toulouse                                    | dan počitka | dan počitka | dan počitka          | dan počitka                  |
| 11     | 16. julij | Toulouse                                    | 156,8 km    |             | ravninska etapa      | Jonas Abrahamsen (NOR)       |
| 12     | 17. julij | Auch — Hautacam                             | 180,6 km    |             | gorska etapa         | Tadej Pogačar (SLO)          |
| 13     | 18. julij | Loudenvielle — Peyragudes                   | 10,9 km     |             | posamični kronometer | Tadej Pogačar (SLO)          |
| 14     | 19. julij | Pau — Superbagnères                         | 182,6 km    |             | gorska etapa         | Thymen Arensman (NED)        |
| 15     | 20. julij | Muret — Carcassonne                         | 169,3 km    |             | razgibana etapa      | Tim Wellens (BEL)            |
|        | 21. julij | Montpellier                                 | dan počitka | dan počitka | dan počitka          | dan počitka                  |
| 16     | 22. julij | Montpellier — Mont Ventoux                  | 171,5 km    |             | gorska etapa         | Valentin Paret-Peintre (FRA) |
| 17     | 23. julij | Bollène — Valence                           | 160,4 km    |             | ravninska etapa      | Jonathan Milan (ITA)         |
| 18     | 24. julij | Vif — Courchevel (Col de la Loze)           | 171,5 km    |             | gorska etapa         | Ben O'Connor (AUS)           |
| 19     | 25. julij | Albertville — La Plagne                     | 93,1 km     |             | gorska etapa         | Thymen Arensman (NED)        |
| 20     | 26. julij | Nantua — Pontarlier                         | 184,2 km    |             | razgibana etapa      | Kaden Groves (AUS)           |
| 21     | 27. julij | Mantes-la-Ville — Pariz (Elizejske poljane) | 132,3 km    |             | ravninska etapa      | Wout van Aert (BEL)          |
| Skupaj | Skupaj    | Skupaj                                      | 3301,9 km   |             |                      |                              |

## Razvrstitev po klasifikacijah
| Etapa  | Zmagovalec             | - Rumena majica      | - Zelena majica  | - Pikčasta majica | - Bela majica    | - Ekipno               | - Rdeča številka                     |
| ------ | ---------------------- | -------------------- | ---------------- | ----------------- | ---------------- | ---------------------- | ------------------------------------ |
| 1      | Jasper Philipsen       | Jasper Philipsen     | Jasper Philipsen | Benjamin Thomas   | Biniam Girmay    | Tudor Pro Cycling Team | Mattéo Vercher                       |
| 2      | Mathieu van der Poel   | Mathieu van der Poel | Jasper Philipsen | Tadej Pogačar     | Kévin Vauquelin  | Groupama–FDJ           | Bruno Armirail                       |
| 3      | Tim Merlier            | Mathieu van der Poel | Jonathan Milan   | Tim Wellens       | Kévin Vauquelin  | Groupama–FDJ           | brez                                 |
| 4      | Tadej Pogačar          | Mathieu van der Poel | Jonathan Milan   | Tadej Pogačar     | Kévin Vauquelin  | Visma–Lease a Bike     | Lenny Martinez                       |
| 5      | Remco Evenepoel        | Tadej Pogačar        | Tadej Pogačar    | Tadej Pogačar     | Remco Evenepoel  | Visma–Lease a Bike     | brez                                 |
| 6      | Ben Healy              | Mathieu van der Poel | Jonathan Milan   | Tim Wellens       | Remco Evenepoel  | Visma–Lease a Bike     | Ben Healy                            |
| 7      | Tadej Pogačar          | Tadej Pogačar        | Tadej Pogačar    | Tim Wellens       | Remco Evenepoel  | Visma–Lease a Bike     | Ewen Costiou                         |
| 8      | Jonathan Milan         | Tadej Pogačar        | Jonathan Milan   | Tim Wellens       | Remco Evenepoel  | Visma–Lease a Bike     | Mathieu Burgaudeau in Mattéo Vercher |
| 9      | Tim Merlier            | Tadej Pogačar        | Jonathan Milan   | Tim Wellens       | Remco Evenepoel  | Visma–Lease a Bike     | Jonas Rickaert                       |
| 10     | Simon Yates            | Ben Healy            | Jonathan Milan   | Lenny Martinez    | Ben Healy        | Visma–Lease a Bike     | Ben Healy                            |
| 11     | Jonas Abrahamsen       | Ben Healy            | Jonathan Milan   | Lenny Martinez    | Ben Healy        | Visma–Lease a Bike     | Jonas Abrahamsen                     |
| 12     | Tadej Pogačar          | Tadej Pogačar        | Jonathan Milan   | Tadej Pogačar     | Remco Evenepoel  | Visma–Lease a Bike     | Bruno Armirail                       |
| 13     | Tadej Pogačar          | Tadej Pogačar        | Jonathan Milan   | Tadej Pogačar     | Remco Evenepoel  | Visma–Lease a Bike     | brez                                 |
| 14     | Thymen Arensman        | Tadej Pogačar        | Jonathan Milan   | Lenny Martinez    | Florian Lipowitz | Visma–Lease a Bike     | Lenny Martinez                       |
| 15     | Tim Wellens            | Tadej Pogačar        | Jonathan Milan   | Lenny Martinez    | Florian Lipowitz | Visma–Lease a Bike     | Michael Storer                       |
| 16     | Valentin Paret-Peintre | Tadej Pogačar        | Jonathan Milan   | Tadej Pogačar     | Florian Lipowitz | Visma–Lease a Bike     | Ben Healy                            |
| 17     | Jonathan Milan         | Tadej Pogačar        | Jonathan Milan   | Tadej Pogačar     | Florian Lipowitz | Visma–Lease a Bike     | Quentin Pacher                       |
| 18     | Ben O'Connor           | Tadej Pogačar        | Jonathan Milan   | Tadej Pogačar     | Florian Lipowitz | Visma–Lease a Bike     | Ben O'Connor                         |
| 19     | Thymen Arensman        | Tadej Pogačar        | Jonathan Milan   | Tadej Pogačar     | Florian Lipowitz | Visma–Lease a Bike     | Thymen Arensman                      |
| 20     | Kaden Groves           | Tadej Pogačar        | Jonathan Milan   | Tadej Pogačar     | Florian Lipowitz | Visma–Lease a Bike     | Harry Sweeny                         |
| 21     | Wout van Aert          | Tadej Pogačar        | Jonathan Milan   | Tadej Pogačar     | Florian Lipowitz | Visma–Lease a Bike     | brez                                 |
| Skupaj | Skupaj                 | Tadej Pogačar        | Jonathan Milan   | Tadej Pogačar     | Florian Lipowitz | Visma_Lease a Bike     | Ben Healy                            |

## Končna razvrstitev
| Legenda | Legenda                                  | Legenda | Legenda                                    |
| ------- | ---------------------------------------- | ------- | ------------------------------------------ |
|         | Predstavlja vodilnega v skupnem seštevku |         | Predstavlja vodilnega v gorski razvrstitvi |
|         | Predstavlja vodilnega po točkah          |         | Predstavlja najboljšega mladega kolesarja  |
|         | Predstavlja vodilnega najboljše ekipe    |         | Predstavlja najbolj borbenega kolesarja    |

### Rumena majica
| Poz. | Kolesar                          | Ekipa                      | Čas         |
| ---- | -------------------------------- | -------------------------- | ----------- |
| 1    | Tadej Pogačar (SLO)              | UAE Team Emirates XRG      | 76h 00' 32" |
| 2    | Jonas Vingegaard (DEN)           | Visma–Lease a Bike         | + 4' 24"    |
| 3    | Florian Lipowitz (GER)           | Red Bull–Bora–Hansgrohe    | + 11' 00"   |
| 4    | Oscar Onley (GBR)                | Team Picnic PostNL         | + 12' 12"   |
| 5    | Felix Gall (AUT)                 | Decathlon–AG2R La Mondiale | + 17' 12"   |
| 6    | Tobias Halland Johannessen (NOR) | Uno-X Mobility             | + 20' 14"   |
| 7    | Kévin Vauquelin (FRA)            | Arkéa–B&B Hotels           | + 22' 35"   |
| 8    | Primož Roglič (SLO)              | Red Bull–Bora–Hansgrohe    | + 25' 30"   |
| 9    | Ben Healy (IRL)                  | EF Education–EasyPost      | + 28' 02"   |
| 10   | Jordan Jegat (FRA)               | Team TotalEnergies         | + 32' 42"   |

| Skupna razvrstitev kolesarjev (11–160) | Skupna razvrstitev kolesarjev (11–160)         | Skupna razvrstitev kolesarjev (11–160) | Skupna razvrstitev kolesarjev (11–160) |
| Poz.                                   | Kolesar                                        | Ekipa                                  | Čas                                    |
| -------------------------------------- | ---------------------------------------------- | -------------------------------------- | -------------------------------------- |
| 11                                     | Ben O'Connor (AUS)                             | Team Jayco–AlUla                       | + 34' 34"                              |
| 12                                     | Thymen Arensman (NED)                          | Ineos Grenadiers                       | + 52' 41"                              |
| 13                                     | Jhonatan Narváez (ECU)                         | UAE Team Emirates XRG                  | + 1h 04' 36"                           |
| 14                                     | Sergio Higuita (COL)                           | XDS Astana Team                        | + 1h 08' 19"                           |
| 15                                     | Simon Yates (GBR)                              | Visma–Lease a Bike                     | + 1h 17' 30"                           |
| 16                                     | Guillaume Martin (FRA)                         | Groupama–FDJ                           | + 1h 18' 07"                           |
| 17                                     | Sepp Kuss (USA)                                | Visma–Lease a Bike                     | + 1h 20' 24"                           |
| 18                                     | Gregor Mühlberger (AUT)                        | Movistar Team                          | + 1h 28' 17"                           |
| 19                                     | Matteo Jorgenson (USA)                         | UAE Team Emirates XRG                  | + 1h 29' 28"                           |
| 20                                     | Cristián Rodríguez (ESP)                       | Arkéa–B&B Hotels                       | + 1h 36' 15"                           |
| 21                                     | Valentin Madouas (FRA)                         | Groupama–FDJ                           | + 1h 39' 46"                           |
| 22                                     | Xandro Meurisse (BEL)                          | Alpecin–Deceuninck                     | + 1h 43' 46"                           |
| 23                                     | Warren Barguil (FRA)                           | Team Picnic PostNL                     | + 1h 48' 09"                           |
| 24                                     | Adam Yates (GBR)                               | UAE Team Emirates XRG                  | + 1h 48' 41"                           |
| 25                                     | Aurélien Paret-Peintre (FRA)                   | Decathlon–AG2R La Mondiale             | + 2h 12' 52"                           |
| 26                                     | Raúl García Pierna (ESP)                       | Arkéa–B&B Hotels                       | + 2h 15' 58"                           |
| 27                                     | Predloga:Podatki države white Aleksandr Vlasov | Red Bull–Bora–Hansgrohe                | + 2h 16' 15"                           |
| 28                                     | Victor Campenaerts (BEL)                       | Visma–Lease a Bike                     | + 2h 20' 36"                           |
| 29                                     | Marc Soler (ESP)                               | UAE Team Emirates XRG                  | + 2h 21' 01"                           |
| 30                                     | Emanuel Buchmann (GER)                         | Cofidis                                | + 2h 21' 34"                           |
| 31                                     | Einer Rubio (COL)                              | Movistar Team                          | + 2h 21' 56"                           |
| 32                                     | Ilan Van Wilder (BEL)                          | Soudal–Quick-Step                      | + 2h 23' 14"                           |
| 33                                     | Callum Scotson (AUS)                           | Decathlon–AG2R La Mondiale             | + 2h 25' 40"                           |
| 34                                     | Romain Grégoire (FRA)                          | Groupama–FDJ                           | + 2h 25' 58"                           |
| 35                                     | Harry Sweeny (AUS)                             | EF Education–EasyPost                  | + 2h 27' 58"                           |
| 36                                     | Clément Berthet (FRA)                          | Decathlon–AG2R La Mondiale             | + 2h 32' 50"                           |
| 37                                     | Tim Wellens (BEL)                              | UAE Team Emirates XRG                  | + 2h 38' 24"                           |
| 38                                     | Simone Velasco (ITA)                           | XDS Astana Team                        | + 2h 41' 31"                           |
| 39                                     | Frank van den Broek (NED)                      | Team Picnic PostNL                     | + 2h 45' 44"                           |
| 40                                     | Santiago Buitrago (COL)                        | Team Bahrain Victorious                | + 2h 45' 48"                           |
| 41                                     | Valentin Paret-Peintre (FRA)                   | Soudal–Quick-Step                      | + 2h 47' 05"                           |
| 42                                     | Michael Storer (AUS)                           | Tudor Pro Cycling Team                 | + 2h 50' 51"                           |
| 43                                     | Clément Venturini (FRA)                        | Arkéa–B&B Hotels                       | + 2h 52' 39"                           |
| 44                                     | Harold Tejada (COL)                            | XDS Astana Team                        | + 2h 54' 34"                           |
| 45                                     | Quentin Pacher (FRA)                           | Groupama–FDJ                           | + 2h 56' 00"                           |
| 46                                     | Alex Baudin (FRA)                              | EF Education–EasyPost                  | + 2h 56' 15"                           |
| 47                                     | Neilson Powless (USA)                          | EF Education–EasyPost                  | + 2h 58' 52"                           |
| 48                                     | Joseph Blackmore (GBR)                         | Israel–Premier Tech                    | + 2h 59' 04"                           |
| 49                                     | Pascal Eenkhoorn (NED)                         | Soudal–Quick-Step                      | + 3h 00' 25"                           |
| 50                                     | Bruno Armirail (FRA)                           | Decathlon–AG2R La Mondiale             | + 3h 03' 12"                           |
| 51                                     | Ewen Costiou (FRA)                             | Arkéa–B&B Hotels                       | + 3h 06' 35"                           |
| 52                                     | Michael Woods (CAN)                            | Israel–Premier Tech                    | + 3h 06' 59"                           |
| 53                                     | Axel Laurance (FRA)                            | Ineos Grenadiers                       | + 3h 10' 10"                           |
| 54                                     | Tiesj Benoot (BEL)                             | Visma–Lease a Bike                     | + 3h 10' 19"                           |
| 55                                     | Alexandre Delettre (FRA)                       | Team TotalEnergies                     | + 3h 12' 28"                           |
| 56                                     | Julian Alaphilippe (FRA)                       | Tudor Pro Cycling Team                 | + 3h 13' 20"                           |
| 57                                     | Andreas Leknessund (NOR)                       | Uno-X Mobility                         | + 3h 14' 44"                           |
| 58                                     | Geraint Thomas (GBR)                           | Ineos Grenadiers                       | + 3h 14' 57"                           |
| 59                                     | Quinn Simmons (USA)                            | Lidl–Trek                              | + 3h 17' 36"                           |
| 60                                     | Thomas Gachignard (FRA)                        | Team TotalEnergies                     | + 3h 23' 14"                           |
| 61                                     | Mathis Le Berre (FRA)                          | Arkéa–B&B Hotels                       | + 3h 25' 28"                           |
| 62                                     | Jasper Stuyven (BEL)                           | Lidl–Trek                              | + 3h 26' 11"                           |
| 63                                     | Mathieu Burgaudeau (FRA)                       | Team TotalEnergies                     | + 3h 26' 18"                           |
| 64                                     | Markus Hoelgaard (NOR)                         | Uno-X Mobility                         | + 3h 26' 29"                           |
| 65                                     | Emiel Verstrynge (BEL)                         | Alpecin–Deceuninck                     | + 3h 28' 01"                           |
| 66                                     | Jenno Berckmoes (BEL)                          | Lotto                                  | + 3h 33' 12"                           |
| 67                                     | Wout van Aert (BEL)                            | Visma–Lease a Bike                     | + 3h 33' 56"                           |
| 68                                     | Maximilian Schachmann (GER)                    | Soudal–Quick-Step                      | + 3h 35' 01"                           |
| 69                                     | Ion Izagirre (ESP)                             | Cofidis                                | + 3h 35' 02"                           |
| 70                                     | Tobias Foss (NOR)                              | Ineos Grenadiers                       | + 3h 35' 15"                           |
| 71                                     | Jonas Abrahamsen (NOR)                         | Uno-X Mobility                         | + 3h 36' 21"                           |
| 72                                     | Michael Valgren (DEN)                          | EF Education–EasyPost                  | + 3h 37' 01"                           |
| 73                                     | Oliver Naesen (BEL)                            | Decathlon–AG2R La Mondiale             | + 3h 39' 28"                           |
| 74                                     | Nelson Oliveira (POR)                          | Movistar Team                          | + 3h 41' 03"                           |
| 75                                     | Nils Politt (GER)                              | UAE Team Emirates XRG                  | + 3h 44' 45"                           |
| 76                                     | Anders Halland Johannessen (NOR)               | Uno-X Mobility                         | + 3h 46' 02"                           |
| 77                                     | Bastien Tronchon (FRA)                         | Decathlon–AG2R La Mondiale             | + 3h 46' 36"                           |
| 78                                     | Marc Hirschi (SUI)                             | Tudor Pro Cycling Team                 | + 3h 48' 37"                           |
| 79                                     | Lenny Martinez (FRA)                           | Team Bahrain Victorious                | + 3h 49' 05"                           |
| 80                                     | Mike Teunissen (NED)                           | XDS Astana Team                        | + 3h 49' 28"                           |
| 81                                     | Alex Aranburu (ESP)                            | Cofidis                                | + 3h 49' 29"                           |
| 82                                     | Louis Barré (FRA)                              | Intermarché–Wanty                      | + 3h 51' 34"                           |
| 83                                     | Marius Mayrhofer (GER)                         | Tudor Pro Cycling Team                 | + 3h 53' 18"                           |
| 84                                     | Brent Van Moer (BEL)                           | Lotto                                  | + 3h 53' 19"                           |
| 85                                     | Clément Champoussin (FRA)                      | XDS Astana Team                        | + 3h 53' 27"                           |
| 86                                     | Kaden Groves (AUS)                             | Alpecin–Deceuninck                     | + 3h 53' 29"                           |
| 87                                     | Pavel Sivakov (FRA)                            | UAE Team Emirates XRG                  | + 3h 54' 19"                           |
| 88                                     | Krists Neilands (LAT)                          | Israel–Premier Tech                    | + 3h 54' 25"                           |
| 89                                     | Laurence Pithie (NZL)                          | Red Bull–Bora–Hansgrohe                | + 3h 54' 44"                           |
| 90                                     | Dylan Teuns (BEL)                              | Cofidis                                | + 3h 55' 48"                           |
| 91                                     | Kasper Asgreen (DEN)                           | EF Education–EasyPost                  | + 3h 58' 25"                           |
| 92                                     | Aleksej Lucenko (KAZ)                          | Israel–Premier Tech                    | + 3h 59' 52"                           |
| 93                                     | Clément Russo (FRA)                            | Groupama–FDJ                           | + 4h 01' 44"                           |
| 94                                     | Damien Touzé (FRA)                             | Cofidis                                | + 4h 01' 48"                           |
| 95                                     | Toms Skujiņš (LAT)                             | Lidl–Trek                              | + 4h 04' 16"                           |
| 96                                     | Tobias Lund Andresen (DEN)                     | Team Picnic PostNL                     | + 4h 06' 51"                           |
| 97                                     | Marco Haller (AUT)                             | Tudor Pro Cycling Team                 | + 4h 09' 24"                           |
| 98                                     | Jonas Rickaert (BEL)                           | Alpecin–Deceuninck                     | + 4h 11' 17"                           |
| 99                                     | Matteo Trentin (ITA)                           | Tudor Pro Cycling Team                 | + 4h 12' 31"                           |
| 100                                    | Matis Louvel (FRA)                             | Israel–Premier Tech                    | + 4h 13' 01"                           |
| 101                                    | Mauro Schmid (SUI)                             | Team Jayco–AlUla                       | + 4h 14' 00"                           |
| 102                                    | Will Barta (USA)                               | Movistar Team                          | + 4h 20' 07"                           |
| 103                                    | Gianni Vermeersch (BEL)                        | Alpecin–Deceuninck                     | + 4h 22' 29"                           |
| 104                                    | Fred Wright (GBR)                              | Team Bahrain Victorious                | + 4h 22' 52"                           |
| 105                                    | Gianni Moscon (ITA)                            | Red Bull–Bora–Hansgrohe                | + 4h 30' 56"                           |
| 106                                    | Anthony Turgis (FRA)                           | Team TotalEnergies                     | + 4h 31' 58"                           |
| 107                                    | Iván Romeo (ESP)                               | Movistar Team                          | + 4h 33' 49"                           |
| 108                                    | Jake Stewart (GBR)                             | Israel–Premier Tech                    | + 4h 36' 37"                           |
| 109                                    | Connor Swift (GBR)                             | Ineos Grenadiers                       | + 4h 40' 30"                           |
| 110                                    | Pablo Castrillo (ESP)                          | Movistar Team                          | + 4h 42' 51"                           |
| 111                                    | Paul Penhoët (FRA)                             | Groupama–FDJ                           | + 4h 44' 44"                           |
| 112                                    | Niklas Märkl (GER)                             | Team Picnic PostNL                     | + 4h 46' 23"                           |
| 113                                    | Mick van Dijke (NED)                           | Red Bull–Bora–Hansgrohe                | + 4h 46' 50"                           |
| 114                                    | Vincenzo Albanese (ITA)                        | EF Education–EasyPost                  | + 4h 48' 20"                           |
| 115                                    | Samuel Watson (GBR)                            | Ineos Grenadiers                       | + 4h 50' 14"                           |
| 116                                    | Thibau Nys (BEL)                               | Lidl–Trek                              | + 4h 50' 42"                           |
| 117                                    | Iván García Cortina (ESP)                      | Movistar Team                          | + 4h 53' 18"                           |
| 118                                    | Edoardo Affini (ITA)                           | Visma–Lease a Bike                     | + 4h 54' 53"                           |
| 119                                    | Alberto Dainese (ITA)                          | Tudor Pro Cycling Team                 | + 4h 56' 31"                           |
| 120                                    | Tim Naberman (NED)                             | Team Picnic PostNL                     | + 5h 00' 03"                           |
| 121                                    | Luke Plapp (AUS)                               | Team Jayco–AlUla                       | + 5h 02' 34"                           |
| 122                                    | Eduardo Sepúlveda (ARG)                        | Lotto                                  | + 5h 02' 54"                           |
| 123                                    | Robert Stannard (AUS)                          | Team Bahrain Victorious                | + 5h 03' 30"                           |
| 124                                    | Mattéo Vercher (FRA)                           | Team TotalEnergies                     | + 5h 06' 33"                           |
| 125                                    | Pascal Ackermann (GER)                         | Israel–Premier Tech                    | + 5h 09' 57"                           |
| 126                                    | Matej Mohorič (SLO)                            | Team Bahrain Victorious                | + 5h 10' 13"                           |
| 127                                    | Lewis Askey (GBR)                              | Groupama–FDJ                           | + 5h 10' 40"                           |
| 128                                    | Jonas Rutsch (GER)                             | Intermarché–Wanty                      | + 5h 11' 07"                           |
| 129                                    | Jarrad Drizners (AUS)                          | Lotto                                  | + 5h 11' 17"                           |
| 130                                    | Magnus Cort (DEN)                              | Uno-X Mobility                         | + 5h 11' 51"                           |
| 131                                    | Silvan Dillier (SUI)                           | Alpecin–Deceuninck                     | + 5h 14' 12"                           |
| 132                                    | Biniam Girmay (ERI)                            | Intermarché–Wanty                      | + 5h 14' 55"                           |
| 133                                    | Pavel Bittner (CZE)                            | Team Picnic PostNL                     | + 5h 17' 44"                           |
| 134                                    | Sean Flynn (GBR)                               | Team Picnic PostNL                     | + 5h 18' 13"                           |
| 135                                    | Davide Ballerini (ITA)                         | XDS Astana Team                        | + 5h 20' 22"                           |
| 136                                    | Amaury Capiot (BEL)                            | Arkéa–B&B Hotels                       | + 5h 22' 38"                           |
| 137                                    | Luke Durbridge (AUS)                           | Team Jayco–AlUla                       | + 5h 23' 21"                           |
| 138                                    | Hugo Page (FRA)                                | Intermarché–Wanty                      | + 5h 24' 23"                           |
| 139                                    | Stian Fredheim (NOR)                           | Uno-X Mobility                         | + 5h 26' 41"                           |
| 140                                    | Elmar Reinders (NED)                           | Team Jayco–AlUla                       | + 5h 28' 50"                           |
| 141                                    | Laurenz Rex (BEL)                              | Intermarché–Wanty                      | + 5h 29' 16"                           |
| 142                                    | Arnaud De Lie (BEL)                            | Lotto                                  | + 5h 29' 35"                           |
| 143                                    | Vito Braet (BEL)                               | Intermarché–Wanty                      | + 5h 32' 04"                           |
| 144                                    | Sébastien Grignard (BEL)                       | Lotto                                  | + 5h 33' 48"                           |
| 145                                    | Alexis Renard (FRA)                            | Cofidis                                | + 5h 34' 56"                           |
| 146                                    | Jonathan Milan (ITA)                           | Lidl–Trek                              | + 5h 35' 35"                           |
| 147                                    | Bert Van Lerberghe (BEL)                       | Soudal–Quick-Step                      | + 5h 36' 47"                           |
| 148                                    | Tim Merlier (BEL)                              | Soudal–Quick-Step                      | + 5h 37' 19"                           |
| 149                                    | Guillaume Boivin (CAN)                         | Israel–Premier Tech                    | + 5h 37' 44"                           |
| 150                                    | Dylan Groenewegen (NED)                        | Team Jayco–AlUla                       | + 5h 38' 24"                           |
| 151                                    | Phil Bauhaus (GER)                             | Team Bahrain Victorious                | + 5h 39' 29"                           |
| 152                                    | Luka Mezgec (SLO)                              | Team Jayco–AlUla                       | + 5h 40' 08"                           |
| 153                                    | Arnaud Démare (FRA)                            | Arkéa–B&B Hotels                       | + 5h 40' 35"                           |
| 154                                    | Benjamin Thomas (FRA)                          | Cofidis                                | + 5h 41' 16"                           |
| 155                                    | Kamil Gradek (POL)                             | Team Bahrain Victorious                | + 5h 43' 51"                           |
| 156                                    | Roel van Sintmaartensdijk (NED)                | Intermarché–Wanty                      | + 5h 44' 11"                           |
| 157                                    | Fabian Lienhard (SUI)                          | Tudor Pro Cycling Team                 | + 5h 46' 00"                           |
| 158                                    | Jordi Meeus (BEL)                              | Red Bull–Bora–Hansgrohe                | + 5h 48' 25"                           |
| 159                                    | Edward Theuns (BEL)                            | Lidl–Trek                              | + 5h 51' 25"                           |
| 160                                    | Simone Consonni (ITA)                          | Lidl–Trek                              | + 5h 51' 40"                           |

### Zelena majica
| Poz. | Kolesar                | Ekipa                 | Točke |
| ---- | ---------------------- | --------------------- | ----- |
| 1    | Jonathan Milan (ITA)   | Lidl–Trek             | 372   |
| 2    | Tadej Pogačar (SLO)    | UAE Team Emirates XRG | 294   |
| 3    | Biniam Girmay (ERI)    | Intermarché–Wanty     | 232   |
| 4    | Jonas Vingegaard (DEN) | Visma–Lease a Bike    | 182   |
| 5    | Anthony Turgis (FRA)   | Team TotalEnergies    | 182   |
| 6    | Jonas Abrahamsen (NOR) | Uno-X Mobility        | 173   |
| 7    | Tim Merlier (BEL)      | Soudal–Quick-Step     | 156   |
| 8    | Wout van Aert (BEL)    | Visma–Lease a Bike    | 138   |
| 9    | Kaden Groves (AUS)     | Alpecin–Deceuninck    | 125   |
| 10   | Quinn Simmons (USA)    | Lidl–Trek             | 123   |

### Pikčasta majica
| Poz. | Kolesar                      | Ekipa                      | Točke |
| ---- | ---------------------------- | -------------------------- | ----- |
| 1    | Tadej Pogačar (SLO)          | UAE Team Emirates XRG      | 119   |
| 2    | Jonas Vingegaard (DEN)       | Visma–Lease a Bike         | 104   |
| 3    | Lenny Martinez (FRA)         | Team Bahrain Victorious    | 97    |
| 4    | Thymen Arensman (NED)        | Ineos Grenadiers           | 85    |
| 5    | Ben O'Connor (AUS)           | Team Jayco–AlUla           | 51    |
| 6    | Valentin Paret-Peintre (FRA) | Soudal–Quick-Step          | 51    |
| 7    | Felix Gall (AUT)             | Decathlon–AG2R La Mondiale | 46    |
| 8    | Primož Roglič (SLO)          | Red Bull–Bora–Hansgrohe    | 43    |
| 9    | Oscar Onley (GBR)            | Team Picnic PostNL         | 42    |
| 10   | Michael Woods (CAN)          | Israel–Premier Tech        | 38    |

### Bela majica
| Poz. | Kolesar                      | Ekipa                   | Čas          |
| ---- | ---------------------------- | ----------------------- | ------------ |
| 1    | Florian Lipowitz (GER)       | Red Bull–Bora–Hansgrohe | 76h 11' 32"  |
| 2    | Oscar Onley (GBR)            | Team Picnic PostNL      | + 1' 12"     |
| 3    | Kévin Vauquelin (FRA)        | Arkéa–B&B Hotels        | + 11' 35"    |
| 4    | Ben Healy (IRL)              | EF Education–EasyPost   | + 17' 02"    |
| 5    | Raúl García Pierna (ESP)     | Arkéa–B&B Hotels        | + 2h 04' 58" |
| 6    | Ilan Van Wilder (BEL)        | Soudal–Quick-Step       | + 2h 12' 14" |
| 7    | Romain Grégoire (FRA)        | Groupama–FDJ            | + 2h 14' 58" |
| 8    | Frank van den Broek (NED)    | Team Picnic PostNL      | + 2h 34' 44" |
| 9    | Valentin Paret-Peintre (FRA) | Soudal–Quick-Step       | + 2h 36' 05" |
| 10   | Alex Baudin (FRA)            | EF Education–EasyPost   | + 2h 45' 15" |

### Ekipna razvrstitev
| Poz. | Ekipa                      | Čas          |
| ---- | -------------------------- | ------------ |
| 1    | Visma–Lease a Bike         | 232h 01' 32" |
| 2    | UAE Team Emirates XRG      | + 24' 26"    |
| 3    | Red Bull–Bora–Hansgrohe    | + 1h 24' 47" |
| 4    | Arkéa–B&B Hotels           | + 2h 10' 52" |
| 5    | Decathlon–AG2R La Mondiale | + 2h 14' 15" |
| 6    | Ineos Grenadiers           | + 3h 22' 52" |
| 7    | Movistar Team              | + 3h 23' 25" |
| 8    | XDS Astana Team            | + 3h 23' 59" |
| 9    | Team Picnic PostNL         | + 3h 26' 06" |
| 10   | EF Education–EasyPost      | + 3h 43' 35" |